# Gjálp y Greip

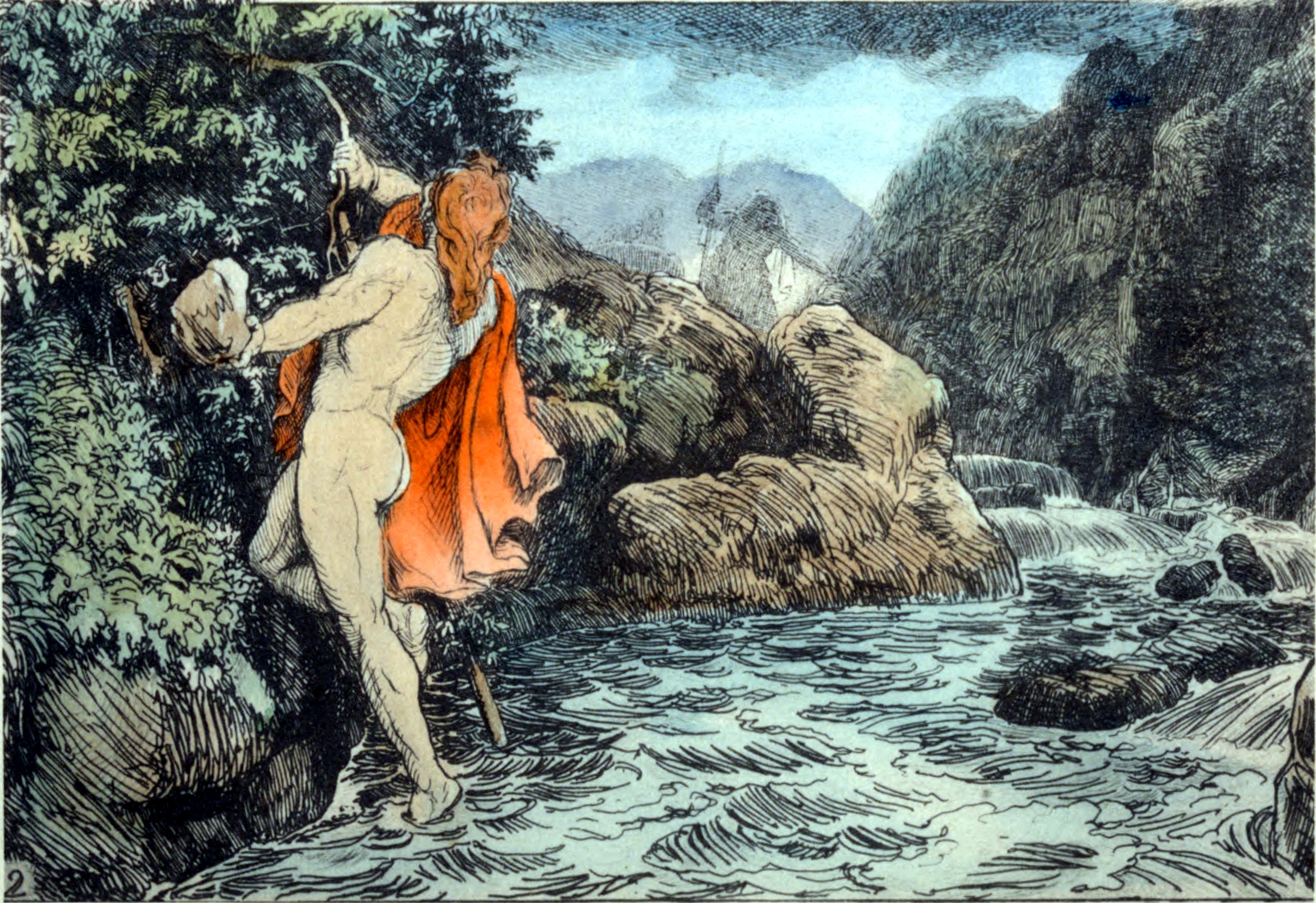
El viaje de Thor a Geirrodsgard. Þórr está viajando hacia Geirröðargarðar, como se describe en Þórsdrápa y Snorra-Edda. Está colgado de un fresno mientras se prepara para lanzar una roca a la gigante río arriba.

En la mitología nórdica, Gjálp y Greip eran dos gigantas. De acuerdo a Skáldskaparmál eran hijas del gigante Geirröd.

## La visita de Thor a Geirröd
Mientras Thor vadeaba el río Vimur, este "creció tanto que sobrepasó sus hombros". Pronto averiguó el porqué.
"Thor vio a Gjálp, la hija de Geirrödr, parada sobre unos barrancos, una pierna en cada uno, extendiéndose sobre el río, y era ella la causante de que subieran las aguas. Thor tomó una gran piedra del río y se la arrojó, diciéndole: 'Un río debería provenir de sus fuentes.' No falló en su blanco." — Traducción al español basada en la traducción de Brodeur
Una vez que Thor alcanzó la casa de Geirröd, este le ofreció un asiento.
"Entonces se dio cuenta de que la silla se movía bajo el, hacia el techo; empujó bruscamente la vara de Gríðr contra las vigas y empujó fuerte contra la silla. Luego hubo un gran estrépito seguido de gritos. Bajo la silla estaban Gjálp y Greip, las hijas de Geirrödr, y le había roto la espalda a ambas." — Traducción al español basada en la traducción de Brodeur
Gesta Danorum relata una historia similar.
"Tres mujeres cuyos cuerpos estaban cubiertos por tumores, y que al parecer habían perdido fuerza en su espalda, se sentaban en asientos adjuntos. Los compañeros de Thorkill estaban muy intrigados; y él, que sabía muy bien lo sucedido, contó que mucho tiempo atrás el dios Thor había sido provocado por la insolencia de los gigantes y había clavado hierros al rojo a través de los órganos vitales de Geirrödr, que había luchado con él, y el hierro se deslizó más allá, dañando una montaña, y golpeando uno de sus lados; mientras las mujeres habían sido afectadas por el poder de sus rayos, y habían sido castigadas (eso declaraba) por su intento de atacar la deidad, dejándole sus cuerpos deshechos." — Traducción al español basada en la traducción de Elton

## Otras menciones
En Hyndluljóð Gjálp y Greip son mencionadas como dos de las madres de Heimdall.
En Haustlöng, Þjazi es llamado "el hijo del pretendiente de Greip". En este caso Greip podría hacer referencia como un nombre genérico de giganta y el kenningar podría significar simplemente "gigante".
En una lausavísur compuesta por Vetrliði Sumarliðason y citado en Skáldskaparmál, se menciona que Gjálp es muerta por Thor.
| Leggi brauzt þú Leiknar, *lamðir Þrívalda, steypðir *Starkeði, stóttu of Gjálp dauða. — Edición de Faulkes | Tú rompistes la pierna de Leikn, Hiciste que Starkadr se rebajara, Hiciste heridas a Thrívaldi, Te parastes sobre el cuerpo sin vida de Gjálp. — Traducción al español basada en la traducción de Brodeur |  |